# Maternelle (South Park)
Pour les articles homonymes, voir La Maternelle.
Maternelle (Pre-School en version originale) est le dixième épisode de la huitième saison de la série animée South Park, ainsi que le 121e épisode de l'émission.

## Résumé
Stan, totalement paniqué, annonce à ses trois amis que Trent Boyett, un de leurs anciens camarades de la maternelle, vient tout juste d'être libéré de la prison pour jeunes délinquants. Les garçons s'inquiètent et commencent à préparer un plan pour se défendre contre la colère de Trent. En effet, ce sont eux qui sont les responsables de l'accident qui causa l'emprisonnement de Trent.
Dans leur classe de maternelle, ils avaient demandé à Trent d'allumer un feu pour pouvoir jouer aux pompiers. Malheureusement, il n'arrivèrent pas à l'éteindre avec leur technique « spéciale », et leur institutrice Mlle Claridge fut gravement brûlée en tentant d'éteindre les flammes. La police désigna Trent comme bouc-émissaire et ses quatre camarades lui firent porter le chapeau sans hésiter. Butters, qui avait assisté à toute la scène, ne fit rien pour prendre la défense de Trent.
Butters, terrorisé, décide de s'enfermer pour toujours dans sa chambre. Mais ses parents le forcent à sortir et celui-ci se fait attraper par Trent qui l'expédie à l'hôpital. Stan, Kyle, Cartman et Kenny décident alors de demander aux élèves de 6e de les protéger contre Trent. Ceux-ci n'acceptent de les aider qu'en échange d'une photo des seins de la mère de Stan. À la place, les enfants prennent une photo du cul de Cartman avec de faux tétons dessinés dessus. Les sixièmes avalent le morceau et acceptent de les protéger. Mais ils ne purent rien faire contre Trent et avouèrent qu'ils avaient été engagés par Stan, Kyle, Cartman et Kenny. La seule personne qui pouvait les aider en excluant les parents était à présent Shelley, la sœur de Stan. Celle-ci dit qu'elle ne les aiderait que s'ils avouaient à Mlle Claridge qu'ils étaient les vrais responsables de son accident. Ils y allèrent, mais Trent les repéra et voulut se venger de ses 5 années de prison. À ce moment-là, Mlle Claridge fut poussée contre des vitrines de magasin et s'enflamma. La police arriva immédiatement, et Trent fut de nouveau accusé, et mis en maison de correction pour 5 nouvelles années.